# Canton d'Appenzell
Pour les articles homonymes, voir Appenzell (homonymie).
XVe siècle – 8 septembre 1597
Entités suivantes :
- Appenzell Rhodes-Extérieures
- Appenzell Rhodes-Intérieures

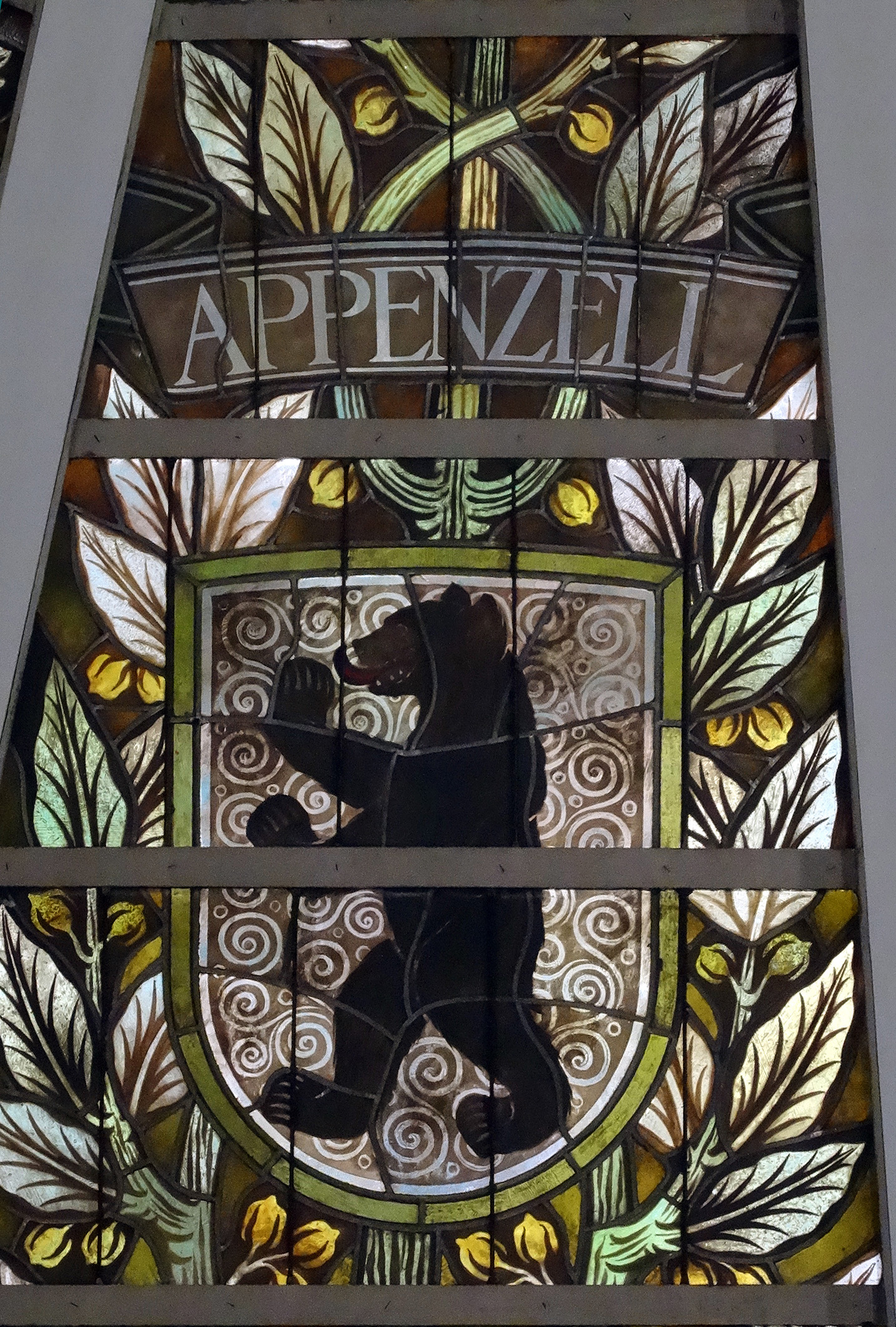
Vitrail sur la coupole du Palais fédéral.

Le canton d'Appenzell (en allemand : Kanton Appenzell) est un ancien canton suisse, membre de la Confédération suisse depuis le 17 décembre 1513.

## Histoire
Appenzell, le village ayant donné son nom, est mentionné pour la première fois en 1071 sous le nom d’Abbacella, puis Abtenzelle, signifiant « la retraite de l’abbé », faisant référence à une résidence secondaire de l'abbé de Saint-Gall.
L'abbé de Saint-Gall confie l'avouerie et la haute juridiction à Rudolf von Pfullendorf (de) en 1166. Ce dernier lègue l'avouerie à l'empereur Frédéric Barberousse en 1180. Plusieurs parties du territoire (Trogen, Herisau et Rheineck) en sont détachés et forment des petites avoueries. L'abbé rachète l'avouerie en 1344-1345.
L’Appenzell s'est scindé en deux cantons le 8 septembre 1597 pour des motifs religieux : Appenzell Rhodes-Intérieures (partie catholique) et Appenzell Rhodes-Extérieures (partie protestante).